# Calocosmus marginipennis
Calocosmus marginipennis är en skalbaggsart som beskrevs av Charles Joseph Gahan 1889. Calocosmus marginipennis ingår i släktet Calocosmus och familjen långhorningar. Inga underarter finns listade.